# Liste von Terroranschlägen im Iran
Die Liste von Terroranschlägen im Iran beinhaltet eine Übersicht über im Iran geschehene Terroranschläge.

## Erläuterung
In der Spalte Politische Ausrichtung ist die politische bzw. weltanschauliche Einordnung der Täter angegeben: nationalistisch, nationalsozialistisch, sozialistisch, kommunistisch, antiimperialistisch, islamistisch (schiitisch, sunnitisch, deobandisch, salafistisch, wahhabitisch). Bei vorrangig auf staatliche Unabhängigkeit oder Autonomie zielender Ausrichtung ist autonomistisch vorangestellt, gefolgt von der Region oder der Volksgruppe und ggf. weiteren Merkmalen der Täter: armenisch, irisch (katholisch), kurdisch, tirolisch, tschetschenisch, dagestanisch, punjabisch (sikhistisch), palästinensisch.
Die Opferzahlen der Anschläge werden farbig dargestellt:

Die Zahl bei den Anschlägen getöteter/verletzter Täter ist in Klammern ( ) gesetzt.

## 1978
| Datum/Beginn    | Ort     | Artikel/Quelle(n)        | Täter | Politische Ausrichtung | Mittel        | Ziel       | Tote | Verletzte | Hintergrund |
| --------------- | ------- | ------------------------ | --- | ---------------------- | ------------- | ---------- | ---- | --------- | ----------- |
| 12. August 1978 | Teheran | [ 1 ]                    | |                        | Sprengstoff   | Restaurant | 1    | 45        |             |
| 19. August 1978 | Abadan  | Brandanschlag Cinema Rex | Zuerst gab die Regierung den „islamischen Marxisten“ die Schuld. Später sagte sie, dass islamische Kämpfer das Feuer gelegt hätten. Die Gegner des Schahs machten jedoch den iranischen Geheimdienst SAVAK dafür verantwortlich. |                        | Brandstiftung | Gebäude    | 422  |           |             |

## 1979
| Datum/Beginn       | Ort           | Artikel/Quelle(n) | Täter                         | Politische Ausrichtung | Mittel       | Ziel    | Tote | Verletzte | Hintergrund |
| ------------------ | ------------- | ----------------- | ----------------------------- | ---------------------- | ------------ | ------- | ---- | --------- | ----------- |
| 12. Juli 1979      | Teheran       | [ 4 ]             |                               |                        | Schusswaffen | Zug     | 9    | 60        |             |
| 15. Juli 1979      | Chorramschahr | [ 5 ]             |                               | autonomistisch         | Sprengstoff  | Moschee | 7    | 60        |             |
| 26. September 1979 | Mahabad       | [ 6 ]             | vermutlich Kurdische Rebellen |                        | Granaten     |         | 1    | 20        |             |
| 05. Oktober 1979   | Chorramschahr | [ 7 ]             | Separatisten                  | autonomistisch         | Sprengstoff  | Basar   | 1    | 35        |             |

## 1980
| Datum/Beginn     | Ort           | Artikel/Quelle(n) | Täter                               | Politische Ausrichtung                                | Mittel      | Ziel                          | Tote | Verletzte | Hintergrund |
| ---------------- | ------------- | ----------------- | ----------------------------------- | ----------------------------------------------------- | ----------- | ----------------------------- | ---- | --------- | ----------- |
| 21. Februar 1980 | Chorramschahr | [ 8 ]             |                                     |                                                       | Sprengstoff |                               | 5    | 39        |             |
| 10. April 1980   | Abadan        | [ 9 ]             |                                     |                                                       | Sprengstoff | Wasserversorgungsanlagen      | 1    | 20        |             |
| 16. April 1980   | Abadan        | [ 10 ]            |                                     |                                                       | Sprengstoff |                               | 6    | 38        |             |
| 24. Juni 1980    | Ahvaz         | [ 11 ]            |                                     |                                                       | Sprengstoff |                               | 11   | 56        |             |
| 23. Juli 1980    | Teheran       | [ 12 ]            | Forqan Group                        | islamistisch, antiimperialistisch, antikapitalistisch | Sprengstoff | Tiefgarage in Einkaufspassage | 6    | 100       |             |
| 30. Juli 1980    | Ahvaz         | [ 13 ]            |                                     |                                                       | Sprengstoff | Hotel                         | 7    | 30        |             |
| 04. August 1980  | Hamadan       | [ 14 ]            | Organization for Purging the Majlis | religiös                                              | Sprengstoff | Moschee                       | 0    | 21        |             |

## 1981
| Datum/Beginn       | Ort         | Artikel/Quelle(n) | Täter | Politische Ausrichtung | Mittel               | Ziel           | Tote | Verletzte | Hintergrund |
| ------------------ | ----------- | ----------------- | --- | ---------------------- | -------------------- | -------------- | ---- | --------- | ----------- |
| 03. April 1981     | Ghom        | [ 16 ]            | |                        | Sprengstoff          | Moschee        | 0    | 23        |             |
| 25. April 1981     | Kermānschāh | [ 17 ]            | |                        | Autobombe            | Bushaltestelle | 7    | 35        |             |
| 23. Juni 1981      | Gilan       | [ 18 ]            | |                        | Sprengstoff          | Bahnhof        | 6    | 50        |             |
| 28. Juni 1981      | Teheran     | [ 19 ]            | Die iranische Regierung gab zuerst der SAVAK und dem irakischen Regime die Schuld. Zwei Tage später machte Chomeini die Volksmudschahedin für den Vorfall verantwortlich. |                        | Sprengsatz           | IRP-Treffen    | 74   |           |             |
| 01. September 1981 | Teheran     | [ 20 ]            | |                        | Automatische Gewehre | Polizeibus     | 20   | 7         |             |
| 17. Oktober 1981   | Schiras     | [ 21 ]            | |                        | Brandstiftung        | Bus            | 2    | 30        |             |

## 1982
| Datum/Beginn       | Ort     | Artikel/Quelle(n) | Täter | Politische Ausrichtung | Mittel                 | Ziel              | Tote | Verletzte | Hintergrund |
| ------------------ | ------- | ----------------- | ----- | ---------------------- | ---------------------- | ----------------- | ---- | --------- | ----------- |
| 22. Februar 1982   | Teheran | [ 22 ] [ 23 ]     |       |                        | Autobombe, Sprengstoff | Kaserne           | 26   | 121       |             |
| 20. September 1982 | Teheran | [ 24 ]            |       |                        | Sprengsatz             | Bushaltestelle    | 1    | 20        |             |
| 01. Oktober 1982   | Teheran | [ 25 ] [ 26 ]     |       |                        | Autobombe              | Naqsch-e Dschahan | 60   | 700       |             |

## 1984
| Datum/Beginn      | Ort     | Artikel/Quelle(n) | Täter | Politische Ausrichtung | Mittel    | Ziel  | Tote | Verletzte | Hintergrund |
| ----------------- | ------- | ----------------- | ----- | ---------------------- | --------- | ----- | ---- | --------- | ----------- |
| 25. Dezember 1984 | Teheran | [ 27 ]            |       |                        | Autobombe | Hotel | 6    | 50        |             |

## 1985
| Datum/Beginn | Ort     | Artikel/Quelle(n) | Täter | Politische Ausrichtung | Mittel    | Ziel  | Tote | Verletzte | Hintergrund |
| ------------ | ------- | ----------------- | ----- | ---------------------- | --------- | ----- | ---- | --------- | ----------- |
| 12. Mai 1985 | Teheran | [ 28 ]            |       |                        | Autobombe | Basar | 15   | 50        |             |

## 1986
| Datum/Beginn    | Ort     | Artikel/Quelle(n) | Täter | Politische Ausrichtung | Mittel      | Ziel     | Tote | Verletzte | Hintergrund |
| --------------- | ------- | ----------------- | ----- | ---------------------- | ----------- | -------- | ---- | --------- | ----------- |
| 08. Juli 1986   | Teheran | [ 29 ]            |       |                        | Sprengstoff | Teeladen | 0    | 37        |             |
| 16. August 1986 | Ghom    | [ 30 ]            |       |                        | Autobombe   | Moschee  | 13   | 100       |             |
| 19. August 1986 | Teheran | [ 31 ]            |       |                        | Autobombe   |          | 20   |           |             |

## 1994
| Datum/Beginn  | Ort       | Artikel/Quelle(n) | Täter | Politische Ausrichtung | Mittel                                           | Ziel              | Tote | Verletzte | Hintergrund |
| ------------- | --------- | ----------------- | --- | ---------------------- | ------------------------------------------------ | ----------------- | ---- | --------- | ----------- |
| 18. März 1994 | Chuzestan | [ 32 ]            | |                        | Automatische Schusswaffe(n), Sprengstoff, Mörser | Soldaten          | 0    | 150       |             |
| 18. März 1994 | Chuzestan |                   | |                        | Automatische Schusswaffe(n)                      | Militäreinheit    | 0    | 60        |             |
| 20. Juni 1994 | Maschhad  | [ 33 ]            | Einen Monat nach dem Angriff sagte eine sunnitische Gruppe namens „Al-Haraka al-Islamiya al-Iraniya“, dass sie dafür verantwortlich sei. |                        | Sprengstoff                                      | Imam-Reza-Schrein | 70   | 100       |             |

## 2005
| Datum/Beginn     | Ort   | Artikel/Quelle(n) | Täter | Politische Ausrichtung | Mittel        | Ziel                          | Tote | Verletzte | Hintergrund |
| ---------------- | ----- | ----------------- | ----- | ---------------------- | ------------- | ----------------------------- | ---- | --------- | ----------- |
| 12. Juni 2005    | Ahvaz | [ 34 ]            |       |                        | Autobomben    | Regierungsgebäude, Zivilisten | 8    | 85        |             |
| 15. Oktober 2005 | Ahvaz | [ 35 ]            |       |                        | 2 Sprengsätze | Markt, Zivilisten             | 4    | 102       |             |

## 2006
| Datum/Beginn  | Ort          | Artikel/Quelle(n) | Täter        | Politische Ausrichtung                                | Mittel                      | Ziel             | Tote | Verletzte | Hintergrund |
| ------------- | ------------ | ----------------- | ------------ | ----------------------------------------------------- | --------------------------- | ---------------- | ---- | --------- | ----------- |
| 16. März 2006 | nahe Zahedan | [ 36 ]            | Dschundollah | sunnitisch-islamistisch, belutschisch-nationalistisch | Straßenblockade, Entführung | Regierungsbeamte | 22   | 7         |             |

## 2008
| Datum/Beginn      | Ort          | Artikel/Quelle(n) | Täter                                       | Politische Ausrichtung                                          | Mittel               | Ziel       | Tote   | Verletzte | Hintergrund |
| ----------------- | ------------ | ----------------- | ------------------------------------------- | --------------------------------------------------------------- | -------------------- | ---------- | ------ | --------- | ----------- |
| 12. April 2008    | Schiras      | [ 37 ]            | Jihadi Movement of the Sunna People of Iran |                                                                 | Sprengsatz           | Moschee    | 12     | 200       |             |
| 29. Dezember 2008 | nahe Saravan | [ 38 ]            | Dschundollah                                | salafistisch, belutschisch-nationalistisch, regierungsfeindlich | Selbstmordattentäter | Polizisten | 1 (+1) | 20        |             |

## 2009
| Datum/Beginn     | Ort                      | Artikel/Quelle(n) | Täter        | Politische Ausrichtung                                | Mittel               | Ziel               | Tote    | Verletzte | Hintergrund |
| ---------------- | ------------------------ | ----------------- | ------------ | ----------------------------------------------------- | -------------------- | ------------------ | ------- | --------- | ----------- |
| 29. Mai 2009     | Zahedan                  | [ 39 ]            |              |                                                       | Sprengsatz           | Moschee            | 20      | 50        |             |
| 18. Oktober 2009 | Sistan und Belutschistan | [ 40 ]            | Dschundollah | sunnitisch-islamistisch, belutschisch-nationalistisch | Selbstmordattentäter | Stammesversammlung | 34 (+1) | 25        |             |

## 2010
| Datum/Beginn       | Ort         | Artikel/Quelle(n)    | Täter                                          | Politische Ausrichtung                                                          | Mittel                 | Ziel                 | Tote    | Verletzte | Hintergrund |
| ------------------ | ----------- | -------------------- | ---------------------------------------------- | ------------------------------------------------------------------------------- | ---------------------- | -------------------- | ------- | --------- | ----------- |
| 15. Juli 2010      | Zahedan     | [ 41 ]               | Mohammad Rigi, Abdolbasset Rigi (Dschundollah) | salafistisch-dschihadistisch, regierungsfeindlich, belutschisch-nationalistisch | 2 Selbstmordattentäter | Moschee, Versammlung | 28 (+2) | 300+      |             |
| 22. September 2010 | Mahabad     | [ 42 ]               |                                                |                                                                                 | Sprengsatz             | Zivilisten           | 12      | 81        |             |
| 15. Dezember 2010  | Tschahbahar | [ 43 ] [ 44 ] [ 45 ] | Dschundollah                                   | sunnitisch-islamistisch, belutschisch-nationalistisch                           | Selbstmordattentäter   | Zivilisten           | 39 (+1) | 50        |             |

## 2015
| Datum/Beginn    | Ort     | Artikel/Quelle(n) | Täter | Politische Ausrichtung | Mittel | Ziel              | Tote | Verletzte | Hintergrund |
| --------------- | ------- | ----------------- | ----- | ---------------------- | ------ | ----------------- | ---- | --------- | ----------- |
| 07. August 2015 | Marivan | [ 46 ]            |       |                        |        | Militärstützpunkt | 20   | 0         |             |

## 2017
| Datum/Beginn  | Ort     | Artikel/Quelle(n)                         | Täter | Politische Ausrichtung     | Mittel                                                              | Ziel                                     | Tote    | Verletzte | Hintergrund |
| ------------- | ------- | ----------------------------------------- | ----- | -------------------------- | ------------------------------------------------------------------- | ---------------------------------------- | ------- | --------- | ----------- |
| 07. Juni 2017 | Teheran | Doppelanschlag in Teheran am 7. Juni 2017 | IS    | salafistisch, wahhabitisch | 6 Selbstmordattentäter(innen) mit Sturmgewehren und Handfeuerwaffen | Mausoleum, Parlamentsgebäude, Zivilisten | 11 (+6) | 52        |             |

## 2018
| Datum/Beginn       | Ort         | Artikel/Quelle(n)                                  | Täter                                                               | Politische Ausrichtung                      | Mittel                                           | Ziel           | Tote    | Verletzte | Hintergrund                          |
| ------------------ | ----------- | -------------------------------------------------- | ------------------------------------------------------------------- | ------------------------------------------- | ------------------------------------------------ | -------------- | ------- | --------- | ------------------------------------ |
| 22. September 2018 | Ahvaz       | Bewaffneter Angriff auf die Militärparade in Ahvaz | Ahvaz National Resistance / IS / Patriotic Arab Democratic Movement | autonomistisch / salafistisch, wahhabitisch | Schusswaffen                                     | Militärparade  | 25 (+5) | 70        | Arabischer Separatismus in Chuzestan |
| 06. Dezember 2018  | Tschahbahar | [ 50 ] [ 51 ]                                      | Ansar Al-Furqan                                                     | salafistisch                                | Selbstmordattentäter mit Autobombe, Schusswaffen | Polizeistation | 2 (+1)  | 42        | Belutschistankonflikt                |

## 2019
| Datum/Beginn     | Ort                      | Artikel/Quelle(n) | Täter        | Politische Ausrichtung | Mittel                             | Ziel       | Tote    | Verletzte | Hintergrund           |
| ---------------- | ------------------------ | ----------------- | ------------ | ---------------------- | ---------------------------------- | ---------- | ------- | --------- | --------------------- |
| 13. Februar 2019 | Sistan und Belutschistan | [ 52 ] [ 53 ]     | Jaish ul-Adl | salafistisch           | Selbstmordattentäter mit Autobombe | Militärbus | 27 (+1) | 13        | Belutschistankonflikt |

## 2022
| Datum/Beginn       | Ort     | Artikel/Quelle(n) | Täter        | Politische Ausrichtung     | Mittel       | Ziel                                | Tote | Verletzte | Hintergrund                          |
| ------------------ | ------- | ----------------- | ------------ | -------------------------- | ------------ | ----------------------------------- | ---- | --------- | ------------------------------------ |
| 30. September 2022 | Zahedan | [ 54 ]            | Separatisten | autonomistisch             | Schusswaffen | Polizeistation                      | 19   | 32        | Proteste im Iran seit September 2022 |
| 26. Oktober 2022   | Schiras | [ 55 ]            | IS           | salafistisch, wahhabitisch | Schusswaffen | Schah Tscheragh, schiitische Pilger | 15   | 40        |                                      |

## 2024
| Datum/Beginn    | Ort    | Artikel/Quelle(n)              | Täter | Politische Ausrichtung     | Mittel                      | Ziel                                 | Tote | Verletzte | Hintergrund |
| --------------- | ------ | ------------------------------ | ----- | -------------------------- | --------------------------- | ------------------------------------ | ---- | --------- | ----------- |
| 03. Januar 2024 | Kerman | Bombenanschläge in Kerman 2024 | IS    | salafistisch, wahhabitisch | 2 ferngezündete Sprengsätze | Prozession zu Ehren Qasem Soleimanis | 89   | 284       |             |